# 백종범
백종범(白種範, 2001년 1월 21일 ~ )는 대한민국의 축구 선수로, 포지션은 골키퍼이며, FC 서울 소속으로 현재 김천 상무로 군 복무 중이다.

## 구단 경력
FC 서울의 U-15팀인 오산중학교와 U-18팀인 오산고등학교를 졸업하고 2019 시즌 유스 우선지명 선수로 FC 서울에 입단하였다.2023년 부터 최철원과 경쟁하면 준수한 활약을 보냈다. 2024년에는 리그 후반대 까지 계속 주전으로 활약하다가 이태석과 트레이드된 강현무에게 주전자리를 빼꼈다.